# Sauce allemande
La sauce allemande  ou sauce parisienne, est à distinguer de la sauce à l'allemande ou de la sauce d'Allemagne. Cette sauce blonde est un consommé de volaille réduit et lié à l’aide de crème et de jaune d'œuf. Certaines versions sont assaisonnées de jus de citron ou de vinaigre, rehaussées de cuisson de champignons.

## Histoire et recette
Menon (La Cuisine bourgeoise, 1748) la mentionne et Le Nouveau Cuisinier impérial (1813) en donne la recette : « Sauce à l'Allemande. Hachez champignons, persil, ciboules et échalotes ; passez avec du beurre ou du lard fondu, et cinq ou six tranches d'oignon […] mouillez de blond de veau et de vin blanc. Laissez cuire, et, en finissant, mettez-y un peu de parmesan rappé, et un filet de vinaigre,. »
Carême en donne la version canonique (Le Pâtissier royal parisien, 1815) : « Sauce allemande. Versez dans une casserole la moitié du velouté et la même quantité de bon consommé de volaille, dans lequel vous aurez mis quelques parures de champignons et de truffes, et surtout point de sel […] lorsque cette sauce est parfaitement réduite, c’est-à-dire bien liée, vous faites une liaison de quatre jaunes d’œufs, et la mêlez avec une cuillerée de crème, et après l’avoir passée à l’étamine vous y joignez gros comme un œuf de beurre fin. » Il explique à propos des sauces portant des noms de pays étrangers (Le Cuisinier parisien, 1828) : « Quant à la sauce allemande, elle fut sans doute importée chez nous après quelque grande noce ; et nous conservons encore avec respect le nom de cette sauce blonde, que nous avons rendue aussi veloutée que parfaite […] ces sauces étrangères sont tellement changées dans leurs préparations, qu'elles sont depuis longtemps toutes françaises. »
Auguste Escoffier mentionne la sauce blonde en 1927 dans Le Riz : « Sauce blonde. Velouté de volaille lié aux jaunes d’œufs et crème. » En 1934, dans Ma cuisine. 2 500 recettes, il explicite « sauce blonde ou sauce parisienne ex sauce allemande : est le velouté ordinaire, lié aux jaunes d’œufs. Pour un litre de velouté ordinaire : 5 jaunes d'œufs, un demi-litre de fonds blanc, un soupçon de muscade, quelques cuillerées de cuisson de champignons, frais cuits (surtout ne jamais employer à cet usage de champignons en conserve). »

## Utilisation
Elle accompagne les œufs, le poisson poché, la volaille, les hors-d’œuvre chauds ainsi que les plats panés.